# La Voz del Bajo Cinca
La Voz del Bajo Cinca es una revista española de información local y comarcal publicada en la ciudad aragonesa de Fraga desde 1969.

## Historia
La Voz del Bajo Cinca se publica por primera vez en 1969 gracias al impulso de José Luis Salinas Tesán, quien ejercería de director. Desde entonces, aunque con interrupciones temporales, la publicación ha conocido cuatro épocas diferentes.

### Épocas
La primera época de La Voz del Bajo Cinca comprende del 24 de diciembre de 1969 al 3 de junio de 1972, en que se publica el nº 114. El 3 de marzo de 1973, con el número 145, la revista comienza su tercera época que se extiende hasta 1984, año en que dejará de publicarse. En 1991 vuelve a ver la luz comenzando así su cuarta época.
Desde 2010 varía su periodicidad, hasta entonces semanal, siendo su subtítulo Revista quincenal de información local y comarcal.

## Colaboradores
La revista contó desde sus inicios con colaboradores en la ciudad de Fraga, así como corresponsales en distintas localidades de la comarca.

## Publicación
La revista, dirigida a lectores de la comarca aragonesa del Bajo Cinca, siempre ha tenido su sede en Fraga. Llegó a contar con cerca de 300 suscriptores en sus primeras épocas y una tirada que alcanzó los 1000 ejemplares.

## Localización de originales
Existen ejemplares de la edición impresa en diferentes instituciones culturales aragonesas como la Biblioteca Municipal de Fraga Central, la Biblioteca Pública de Huesca y el Instituto Bibliográfico Aragonés.También existe versión digital consultable en internet.